# Александр Невский (линейный корабль, 1787)
«Александр Невский» — 74-пушечный парусный линейный корабль Балтийского флота России. Один из четырёх кораблей типа «Царь Константин». Был заложен 11 (22) мая 1786 года на Соломбальской верфи, спущен на воду 9 (20) мая 1787 года. Строительство велось корабельным мастером Михаилом Дмитриевичем Портновым.
Корабль принимал участие в войне с Швецией 1788—1790 годов и войнах с Францией 1792—1797 и 1798—1800 годов.

## История службы

### Русско-шведская война
«Александр Невский» с отрядом контр-адмирала И. А. Повалишина вышел из Архангельска 5 июля 1788 года. 29 августа отряд пришёл в Копенгаген, где соединился с находящейся там эскадрой вице-адмирала В. П. Фондезина. В сентябре—октябре 1788 года эскадра блокировала Карлскрону, а 29 октября прибыла в Копенгаген для зимовки.
19 июля следующего года эскадра вышла из Копенгагена и 22 июля у Борнгольма соединилась с Ревельской эскадрой. Объединённая эскадра крейсировала в районе островов Борнгольм, Готланд, мыса Дагерорт. 16 августа корабли пришли на Ревельский рейд. 20 августа «Александр Невский» с отрядом капитана 1 ранга Я. И. Тревенена вышел к полуострову Паркалаут, а 5 сентября подошёл к проливу Барёзунд. 8 сентября корабль принимал участие в бою с гребной эскадрой Швеции, поддерживаемой береговыми батареями. Бой длился два часа. В результате батареи были захвачены, а неприятельские суда были вынуждены отойти. 15 октября «Александр Невский» с отрядом пришёл в Ревель, откуда перешёл в Кронштадт.
В 1790 в Кронштадте корабль ремонтировался и 29 августа пришёл в Ревель. В сентябре—ноябре 1790 года «Александр Невский» в составе отряда ходил к Копенгагену, а в мае 1791 вернулся из Ревеля в Кронштадт.

### Война с Францией 1792—1797 годов
29 июня 1793 года корабль прибыл на Ревельский рейд и соединился с эскадрой адмирала В. Я. Чичагова, а 30 июня в её составе вышел в море. 10 июля эскадра подошла к острову Мён и заблокировала пролив Зунд. 8 августа у «Александра Невского» открылась течь и он был вынужден уйти в Кронштадт. С мая по сентябрь 1794 года корабль крейсировал в Балтийском море.
В 1795—1797 годах в Кронштадте корабль был тимберован.

### Война с Францией 1798—1800 годов
2 июня 1798 года корабль с эскадрой адмирала А. И. Круза вышел из Кронштадта и отправился крейсировать в Балтийское море. В июле 1798 года эскадра блокировала пролив Зунд, а 3 августа пришла в Ревель. В июне 1799 года корабль был определён в секретную экспедицию по доставке русских войск в Голландию. С 9 по 15 июля шла погрузка войск и снаряжения, для чего были сняты орудия нижнего дека. 21 июля во главе эскадры контр-адмирала П. В. Чичагова «Александр Невский» вышел из Ревеля и направился в Голландию.
22 августа, идя в Северном море, корабль попал сильный шторм. Он получил значительные повреждения: открылась сильная течь, были сломаны фор-стеньга, фор-брам-стеньга и грот-брам-стеньга. Корабль отстал от отряда и 27 августа прибыл в Ярмут, где уже стояла русская эскадра. 3 сентября эскадра пришла к острову Тексель, где до 8 сентября высаживались войска. До июня 1800 года «Александр Невский» стоял в Англии. 16 июня он принял на борт русские войска с английских транспортов, после чего с эскадрой вышел из Портсмута и отправился в Россию. 21 июля 1800 года корабль прибыл в Кронштадт. В 1804 году он был переоборудован в плавкран, а в 1814 году — разобран.

## Командиры
Должность командира корабля занимали:
1. 1788—1789 — Я. А. Жохов;
2. 1790—1791 — И. И. Лотырев;
3. 1793 — А. А. Жохов;
4. 1794 — Я. Г. Сукин;
5. 1798 — И. М. Колокольцов;
6. 1799—1800 — С. Г. Скотт.